# ワクフ (イスラム)
ワクフ（アラビア語: وَقْف、複数：أوقاف, awqāf; トルコ語: vakıf）とはアラビア語で止めるという意味の動詞وَقَفَの名詞形で、イスラム社会では何らかの財産を基金として供出して利益を慈善事業として施すシステムを意味する。サダカ（寄付・寄進）の一種である。
止まる、凍結するという意味から来たのは、寄進された財の売却や譲渡・相続などの処分が半永久的に禁止されたことによる。
ワクフはワクフ物件（マウクーフ、ミルクなど）とワクフ施設（マウクーフ・アライヒ、なんらかの施設）の二つの要素からなる。またワクフ物件の収益がワクフ施設の運営に生かされるものを慈善ワクフ（ワクフ・ハイリー waqf khayrī）、寄進者家族や関係者の収益となる家族ワクフ（ワクフ・アハリー waqf ahlī）にも分類される。
ワクフの使い道としては以下のような物がある。
1. モスクの建設や維持管理費
2. 学校などイスラームの知識を学ぶ機関の建設や維持管理
3. 学生への奨学金
4. アッラーの為に戦う（ジハードに従事する）者への支援
5. 共同体の仲間への配分
6. 貧困者や障害者など社会的弱者の救済
7. 孤児や寡婦の救済
8. 水飲み場や井戸などの共有財産の維持管理

狭義の意味としてはモスクに対して収めるお布施を指す場合もある。ウラマーなどのイスラム聖職者の中にはワクフから収入を得て生活している者も多く居る。
現代のイスラム教国ではワクフを管理する国家機関が存在しており、サウジアラビアのイスラム問題・ワクフ・宣教・教導省やエジプトのワクフ省などがある。複数の宗教が混在するインドネシアでは宗教省のイスラム局がワクフを管理している。これによって、ワクフが実質的な地方税として機能しているところもある。

## 歴史
寄進されたワクフ財は公共目的にあてられて、カーディー、書記官僚、金庫係などが監督した。所有権を放棄されたワクフ財は寄進ごとに一つの組織として扱われ、私有財産や国家、特定の宗教の財産とは別個だった。会計では収入がワクフ財源・前期繰越金、支出が手当・諸経費・修理費などにあたる。ワクフの種類には住宅、公共施設、農地、商業不動産の他に、利子で運用する現金もあり、インフラの維持に役立ちつつ善行のための資金調達という役割を果たした。ワクフは12世紀から増加し、特に14世紀のペストによる人口減少の影響で急増した。ワクフの急増は、マムルーク朝の財源だったイクター制の崩壊も招いた。大きな利益になるワクフもあり、監査役は管財人がワクフ財で不正を行わないように働いた。
オスマン帝国において、ワクフは都市のインフラ維持に欠かせない制度となった。イスラーム法では女性の財産権が定められており、妻と夫の財産は区別されているので、財産をもつ女性はワクフを資産運用としても活用した。

### 家族ワクフ
オスマン帝国で流行したワクフを悪用した脱税を、原義のワクフと区別して家族ワクフと呼ぶ。現代日本における宗教法人の財産と同様に、オスマン帝国の制度ではワクフに指定された土地建物などの財産およびそこから発生する利益は非課税となった。これを悪用して資産家が自分の土地や財産をモスクにワクフとして寄付して、自分自身がその財産の管理者やモスクを管理するウラマーなどになって利益の大半を経費などの名目で独占していた。家族ワクフの拡大はオスマン帝国の税収を圧迫するほどにまで膨らみ、モスクの周囲にはワクフとして寄進された広大な土地が広がり、実質的にはモスク領地とも言うべき物が形成された。これによってモスクに財産が集中し、モスクの建設や維持管理に大半が費やされるようになり豪華で壮大なモスクが各地に建設されるようになった。オスマン帝国崩壊後に家族ワクフは禁止されるようになった。
似たような現象はエジプトのマムルーク朝でも発生した。14世紀後半より、スルターンやアミールたちは国有地や自己のイクターをワクフに指定してその利潤を自己の財産として部下の兵士たちの給与の財源などに充てた。アミールからスルターンになったバルクークも事情は同じであり、彼はアムラーク庁（私有不動産庁）を創設して多くの私有地（中には国有地も）を自己のためのワクフとして自己の権力維持のための財源とした。バルクークの没後、わずか2代で彼の血統はスルターン位を失い、多くの私財は国家に没収されたが、ワクフからの収益の一部は依然として生き残った彼の子孫の間で分配されていた。